# Pas de joie pour Noël
Pas de joie pour Noël est la septième histoire de la série Benoît Brisefer de Peyo, Yvan Delporte et Albert Blesteau. Elle est publiée pour la première fois dans le no 2017 du journal Spirou.